# Stellitethya extensa
Stellitethya extensa är en svampdjursart som först beskrevs av Jörn Hentschel 1909.  Stellitethya extensa ingår i släktet Stellitethya och familjen Tethyidae. Inga underarter finns listade i Catalogue of Life.